# Mann gegen Mann
"Mann gegen Mann"（德译：人对抗人）是Rammstein的一首单曲，歌曲的内容跟同性恋有关，也是Rammstein在"Stripped"MV之后首次在MV中裸露。

## MV
MV于2006年2月2日发行，由Jonas Åkerlund导演，在德国MTV频道播出。MV中，整个乐队除了Till都是完全裸体的，只靠乐器来遮盖自己的下體。Till拿着麦克风，穿着“乳胶尿布”（据吉他手Paul H. Landers在采访中透露）以及黑色长假发，丝袜和高跟鞋。镜头在乐队和一群赤裸男人之间切换，身上抹着油并彼此地扭动着。
结尾处，Till变得更加狂躁而且吐出了蛇舌头，乐队被裸体男子带走，Till成了一个恶魔（可以在封面中看到），音乐变为悦耳的吉他，裸体男子的手和手臂朝他伸去，随后，裸体男子开始互相推对方，一切都开始沦为一片混乱，Till撕他的头发直到MV结束。
MV里Till反复吼叫 “Schwuler”，这是一个贬义词同于英文单词“faggot”（男同性恋）。